# Півострів Сімабара
Півострів Сімабара (яп. 島原半島, ながさきはんとう, сімабара ханто) — півострів у Японії, в північно-західній частині острова Кюсю, на південному сході префектури Нагасакі. У центральній частині розташований вулкан Ундзен. Оточений морем Аріаке, затоками Сімабара і Татібана. Складова державного заповідника «Ундзен-Амакуса». Адміністративно належить містам Сімабара, Мінамі-Сімабара, Ісахая й Ундзен. У 1637—1638 роках був охоплений Сімабарським повстанням.